# Gabriele Pin
Gabriele Pin (* 21. Januar 1962 in Vittorio Veneto, Italien) ist ein ehemaliger italienischer Fußballspieler und heutiger -trainer.

## Spielerkarriere
Gabriele Pin begann das Fußballspielen in der Jugend von Juventus Turin. 1979 wurde er von Giovanni Trapattoni in den Profikader aufgenommen und feierte trotz nur eines Einsatzes den Gewinn der Meisterschaft 1980/81. Danach wechselte er über die US Sanremese und die AC Forlì zur AC Parma. 1985 wechselte Pin als inzwischen gestandener Erstligaspieler zurück zu Juventus Turin. In diesem Jahr feierte er, wiederum unter Trapattoni mit der Juve erneut die Meisterschaft sowie den Gewinn des Weltpokals.
Danach wechselte Pin für sieben Jahre zum Ligakonkurrenten Lazio Rom, für den er knapp 200 Ligaspiele bestritt, in denen er 15 Tore erzielte. Große Erfolge gelangen ihm bei den Laziali allerdings nicht. So kam es, dass er sich 1992 wieder seinem Ex-Klub AC Parma anschloss und in vier Jahren einige internationale Erfolge feiern konnte. 1996 wechselte er dann zu Piacenza Calcio und ließ dort seine Karriere ausklingen.

## Trainerkarriere
Gabriele Pin stieg als Trainer 1999 in der Jugend des AC Parma ein und wurde 2001 zum Co-Trainer von Renzo Ulivieri befördert. Nach dessen Abschied im Jahr 2002 wurde er Assistent von Cesare Prandelli. Mit diesem zog er 2004 zum AS Rom weiter, wo Prandelli jedoch früh aufgrund familiärer Probleme seinen Rücktritt verkündete. Im Jahr 2005 folgte dann ein Engagement beim AC Florenz, wo man bis 2010 blieb und die Fiorentina zu einer Spitzenmannschaft formte.
Nach Marcello Lippis Rücktritt als Nationaltrainer der Italienischen Nationalmannschaft wurde Prandelli als Cheftrainer verpflichtet, Pin blieb auch dort dessen Co-Trainer. Zusammen konnte man bei der EM 2012 Vizeeuropameister werden. Nach dem Vorrunden-Aus bei der WM 2014 trat Prandelli als Nationaltrainer zurück. Kurze Zeit später wurde er von Galatasaray Istanbul verpflichtet, Pin ist auch dort sein Co-Trainer.

## Erfolge

### Als Spieler
- Italienischer Meister: 1980/81, 1985/86
- Weltpokalsieger: 1985
- Europapokalsieger der Pokalsieger: 1992/93
- UEFA Super Cupsieger: 1993
- UEFA-Pokalsieger: 1994/95

### Als Trainer
- Vize-Europameister: 2012
- Dritter des Confed-Cups: 2013